# Toerisme in Italië

Het Colosseum in Rome, een van de populairste toeristische attracties ter wereld.

De stad Venetië, werd merrmaals verkozen als de mooiste stad ter wereld.

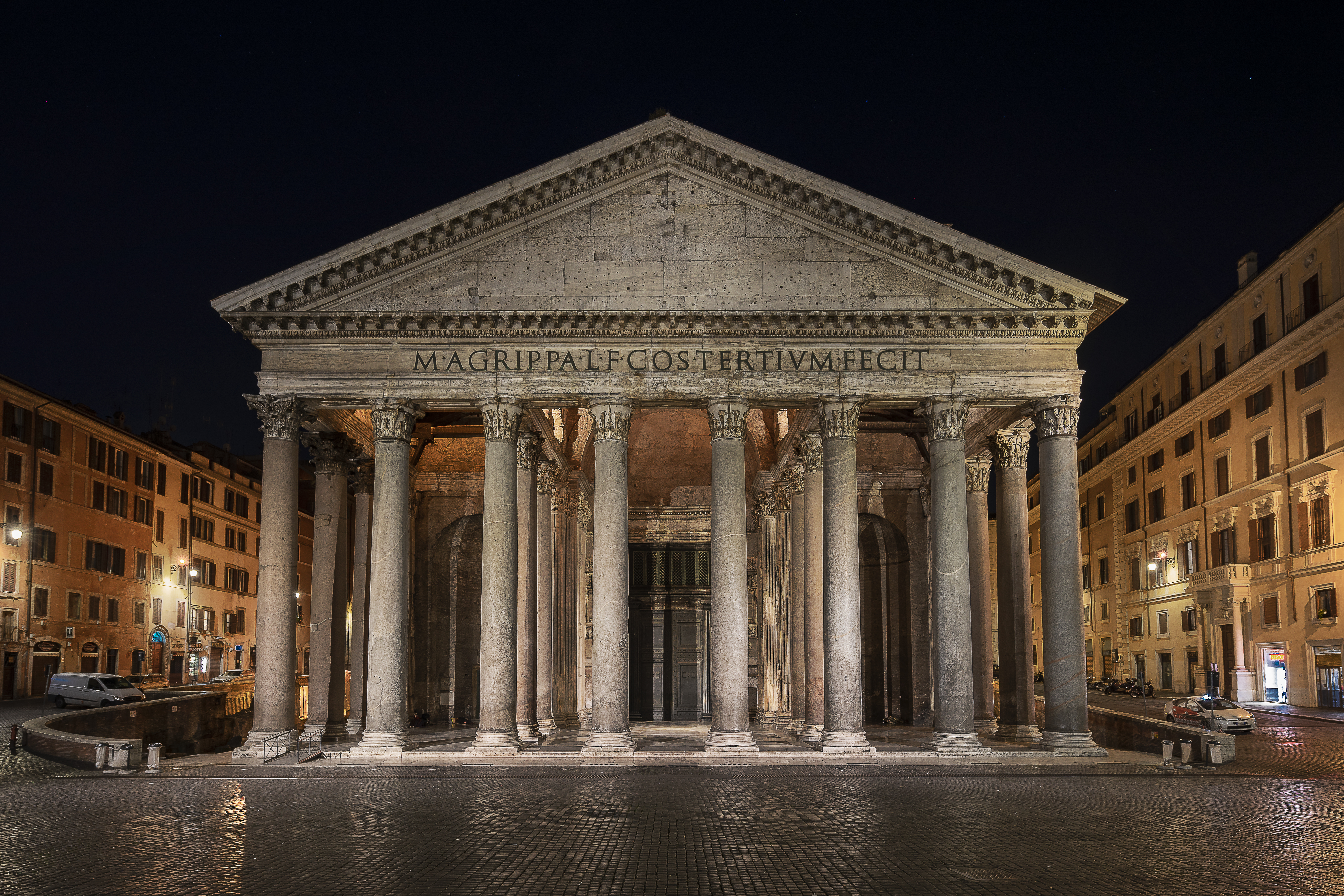
Pantheon in Rome

Santa Maria del Fiore, Florence

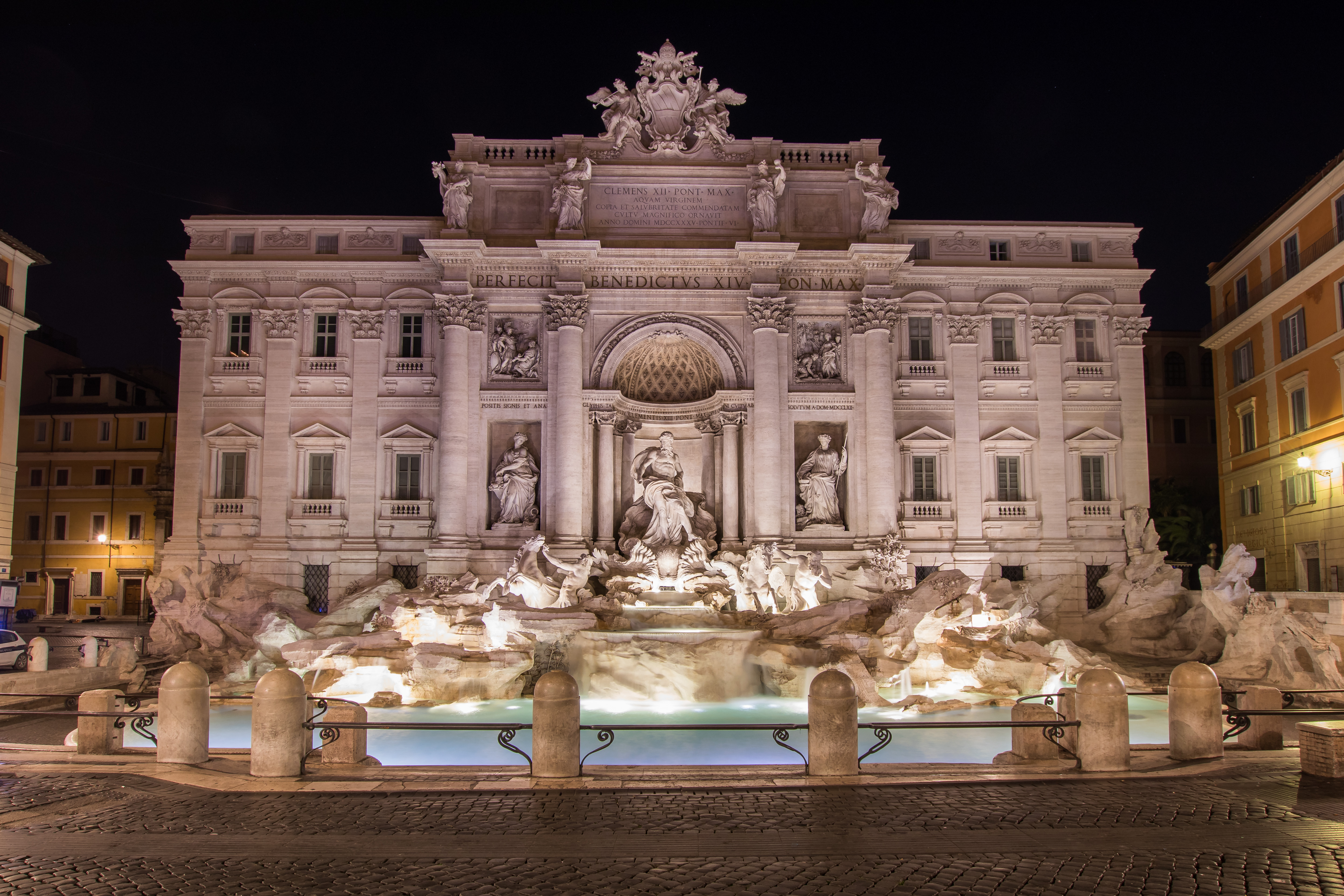
La Fontana di Trevi

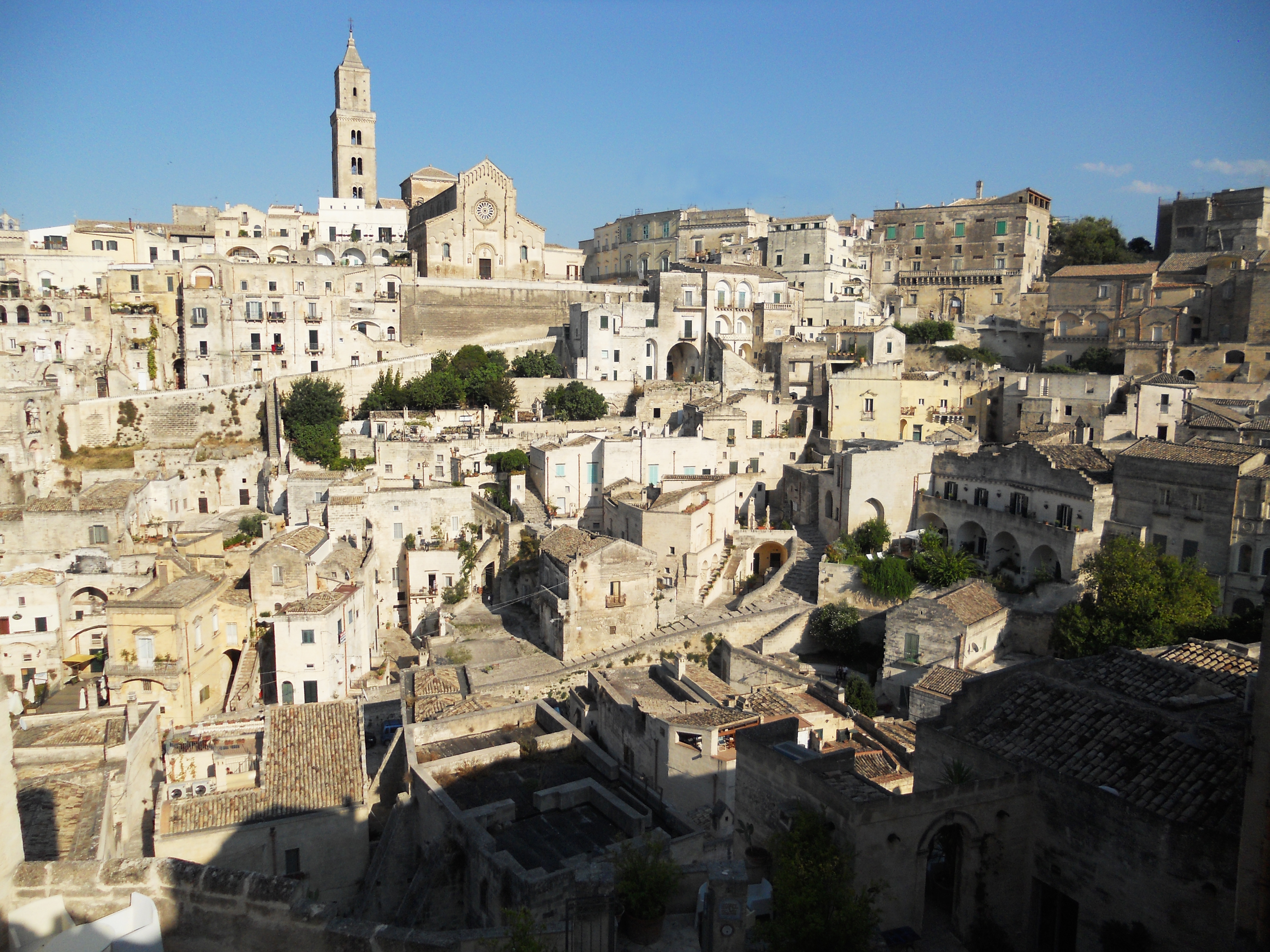
Sassi di Matera

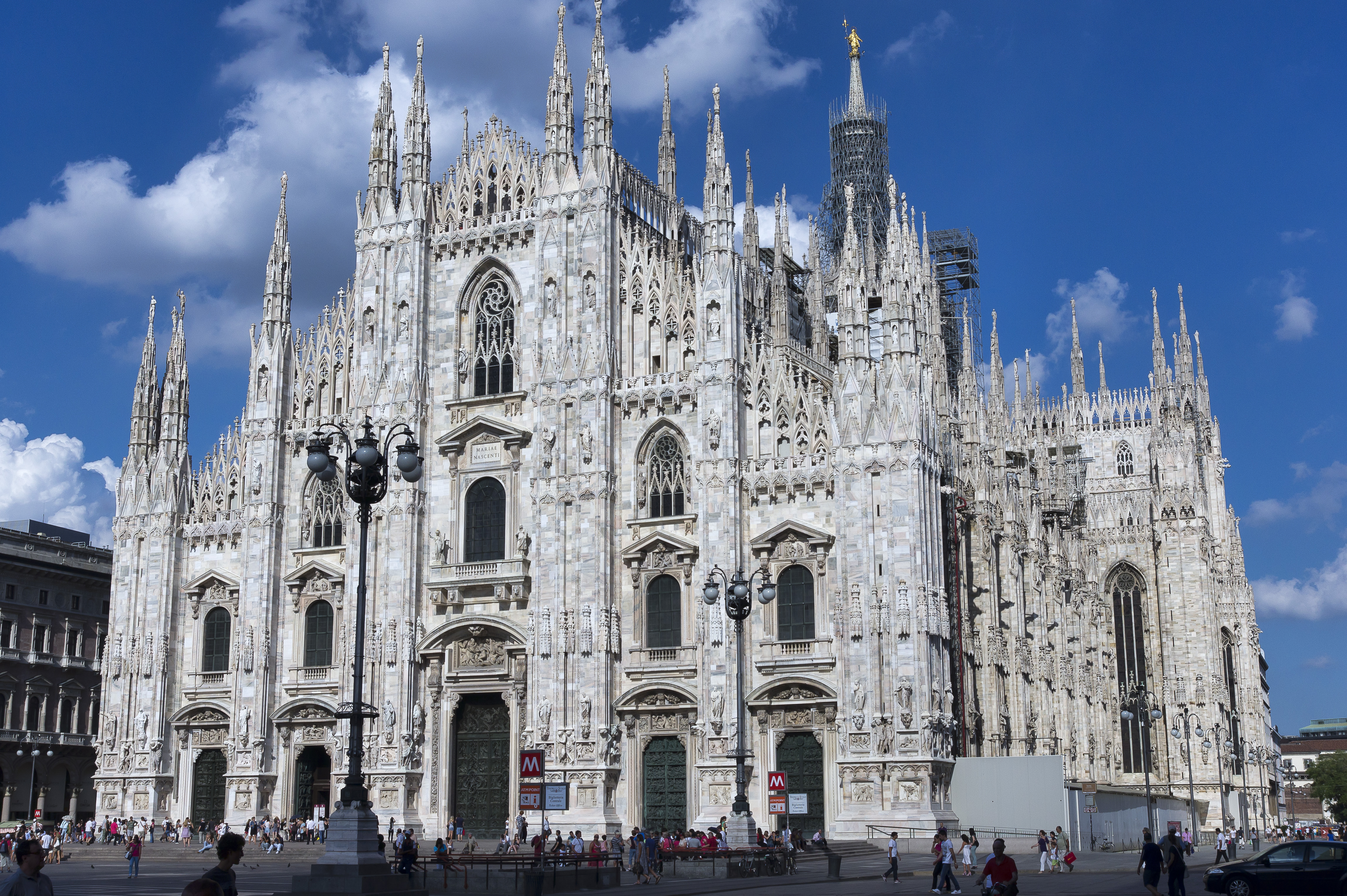
De Dom van Milaan is een drukke toeristische plek in Milaan

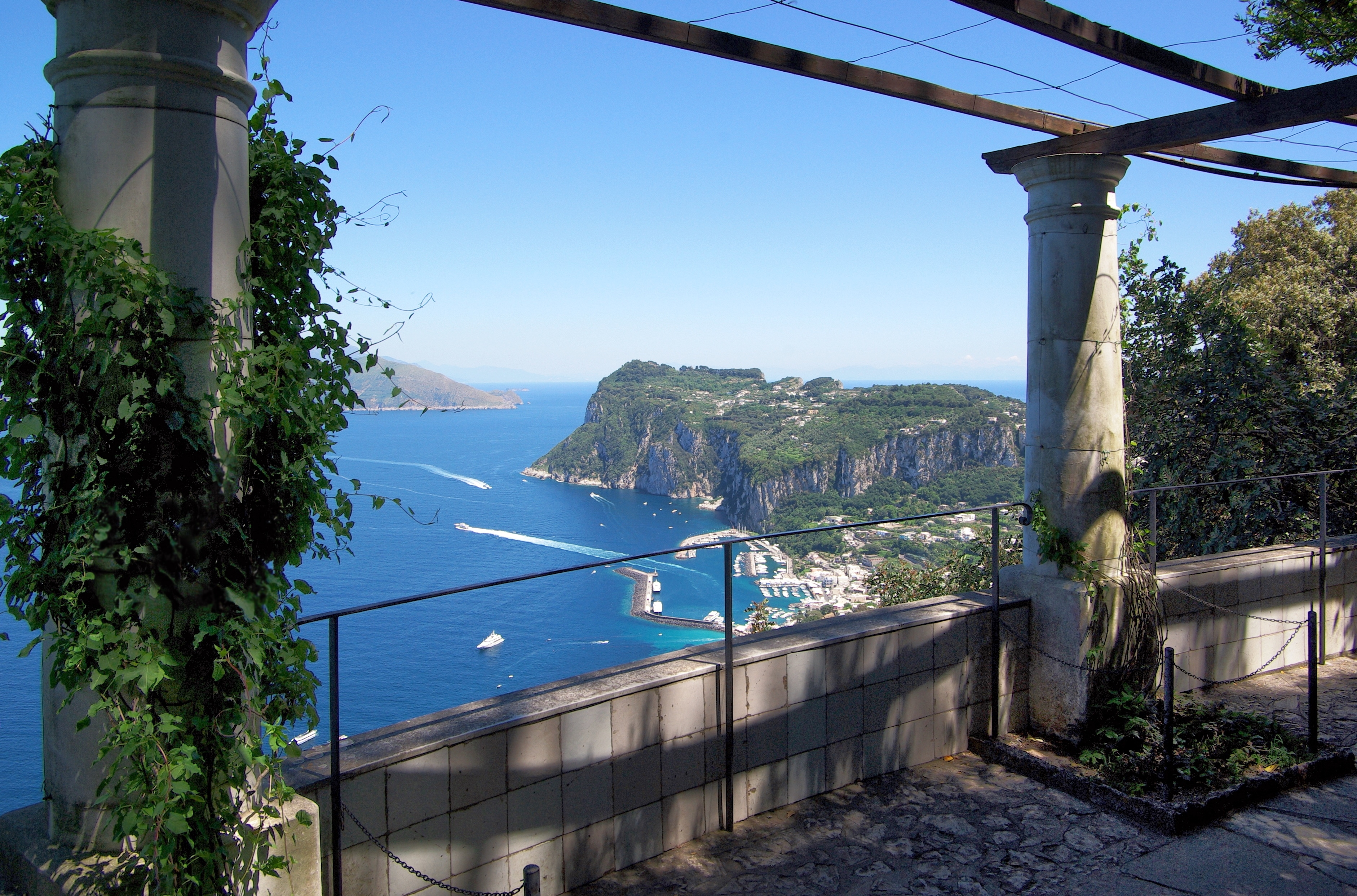
Eilanden zoals Capri werden populair in de late 14e eeuw en het eerste decennium van de 19e eeuw

 Toerisme in Italië is in dat land een snelgroeiende en winstgevende sector. De geschatte omzet was in 2019 189,1 miljard euro. Met 94 miljoen toeristen per jaar (2019) volgens ENIT is Italië het op vier na meest bezochte land wat betreft internationale toeristenaankomsten. Mensen bezoeken Italië voornamelijk vanwege de cultuur, keuken, geschiedenis, mode, kunst, de kustlijn en stranden, de bergen en onschatbare oude monumenten. Italië kent meer werelderfgoedlocaties dan enig ander land, namelijk 58 in 2023.

## Statistieken

### Drukstbezochte regio's
Met jaarlijka 69,2 miljoen overnachtingen is Veneto toeristisch de drukste regio van Italië. Top vijf:
| # Rang | Regio               | # nachten in 2018 |
| ------ | ------------------- | ----------------- |
| 1      | Veneto              | 69.229.094        |
| 2      | Toscane             | 47.618.085        |
| 3      | Lombardije          | 41.152.681        |
| 4      | Emilia-Romagna      | 40.647.799        |
| 5      | Trentino-Zuid-Tirol | 33.300.000        |
|        | Totaal              | 429.000.000       |

In Europa staat de regio op de zesde plaats.

### Aankomsten per land
De meeste bezoekers die in 2018 in Italië aankwamen, waren burgers van de volgende landen:
| Plaats | Land                    | Aantal      |
| ------ | ----------------------- | ----------- |
| 1      | Duitsland               | 12.184.502  |
| 2      | Verenigde Staten        | 5.656.740   |
| 3      | Frankrijk               | 4.737.464   |
| 4      | Verenigd Koninkrijk     | 3.781.882   |
| 5      | Zwitserland             | 3.200.847   |
|        | Totaal aantal bezoekers | 128.100.932 |

## Regio's

### Noordwest-Italië
Regio's: Piemonte, Ligurië, Lombardije en Valle d'Aosta
De thuisbasis van de Italiaanse Rivièra, inclusief Portofino, Sanremo en Cinque Terre. Er zijn veel historische steden in dit deel van Italië: Turijn, de industriële hoofdstad van Italië, Milaan, de zaken- en modehoofdstad van het land en de haven van Genua zijn de populairste toeristische bestemmingen van het gebied. Andere steden zoals Aosta, Bergamo, Brescia en Como hebben een rijk cultureel erfgoed, dat de bezoekers van de regio deelt met prachtige landschappen zoals het Gardameer, Comomeer en het Lago Maggiore. Veel bezochte skigebieden zijn Sestriere, Courmayeur, Breuil-Cervinia, Livigno en Bormio.

### Noordoost-Italië
Regio's: Emilia-Romagna, Friuli-Venezia Giulia, Trentino-Alto Adige / Südtirol en Veneto
Dit deel van Italië heeft noemenswaardige toeristische attracties, zoals de met kanalen gevulde stad Venetië, de steden Verona, Vicenza, Padua, Trento, Bolzano, Cremona, Bologna, Ferrara, Mantua, Parma, Ravenna, Cesena, Rimini en Triëst.

### Centraal Italië
Regio's: Lazio, Marche, Toscane en Umbrië
Dit gebied is mogelijk het meest bezochte gebied in Italië en bevat veel populaire attracties en gewilde landschappen. Rome heeft de overgebleven wonderen van het Romeinse rijk en enkele van 's werelds bekendste bezienswaardigheden, zoals het Colosseum. Daarnaast zijn Florence, Siena, Pisa, Arezzo en Lucca ook steden met een rijk cultureel erfgoed. Umbrië heeft een kleine bevolking, maar er zijn grotere steden zoals Perugia en Assisi.

### Zuid-Italië
Regio's: Apulië, Basilicata, Calabrië, Campanië, Abruzzen en Molise.
Zuid-Italië (ook wel Mezzogiorno genoemd) staat bekend om de keuken, die een ruime keuze aan eten biedt tegen lagere prijzen. Napels is de meest bezochte stad in de omgeving en de ruïnes van Pompeii zijn de meest bezochte bezienswaardigheden. Andere toeristische bestemmingen zijn de Amalfikust, Ravello, Benevento, Caserta, Salerno en Pozzuoli. De natuurparken van de Abruzzen, de groenste regio van Europa, omvatten het Nationaal park Abruzzo, Lazio e Molise, het Nationaal park Gran Sasso e Monti della Laga, het Nationaal park Majella en het Regionaal park Sirente-Velino.

### Sicilië
Het grootste eiland van het land is een divers en populair toeristisch eiland, beroemd om zijn archeologie, zeegezichten en keuken. Er zijn veel grotere steden zoals Palermo, Messina, Catania. Een noemenswaardige bezienswaardigheid is Val di Noto met veel laatbarokke steden die zijn gebouwd na de catastrofale aardbeving van 1693.

### Sardinië
Sardinië is een groot eiland zo'n 250 kilometer ten westen van de Italiaanse kustlijn. Het bevat verschillende populaire toeristische attracties en heeft verschillende stranden en archeologische ruïnes. Het staat ook bekend om zijn stranden, die tot de mooiste ter wereld behoren, waaronder de beroemde roze stranden in de archipel van La Maddalena. De voornaamste stad is Cagliari.

## Steden

### Rome
Rome is wereldwijd steeds populairder geworden als toeristische bestemming. 45,6% meer bezoekers ten opzichte van 2006 (6,03 miljoen), Rome ontving in 2014 8,78 miljoen internationale toeristen, waarmee het de 14e meest bezochte stad ter wereld werd. Populaire toeristische attracties in de stad zijn onder meer het Colosseum, de Sint-Pietersbasiliek, het Pantheon enzovoort, die allemaal deel uitmaken van het Werelderfgoed. Andere bezienswaardigheden in de stad zijn de Trevifontein, Piazza Navona, het Forum Romanum, Castel Sant'Angelo, de Basiliek van Sint-Jan van Lateranen, de Spaanse Trappen, het park Villa Borghese, Piazza del Popolo, de Trastevere en het Janiculum.

### Milaan

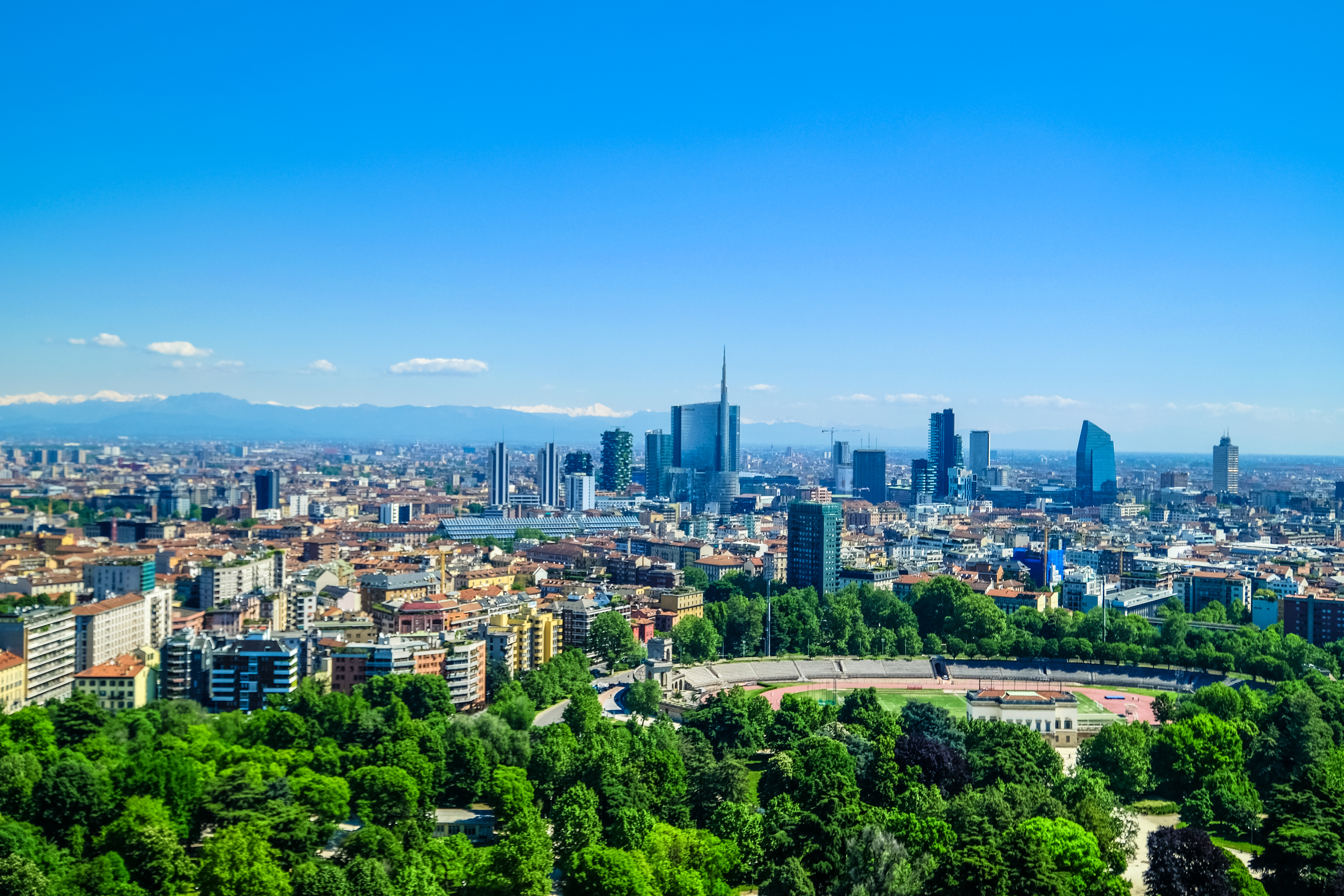
De wolkenkrabbers van de zakenwijk Porta Nuova

Milaan en omgeving is een van de toeristische bestemmingen van Europa, en de tweede belangrijkste van Italië. Met 6,05 miljoen internationale aankomsten (gemeten in 2014), was het de 24e meest bezochte stad ter wereld. Volgens een bepaalde bron komt 56% van de internationale bezoekers aan Milaan uit Europa, terwijl 44% van de toeristen in de stad Italiaans zijn en 56% uit het buitenland. Volgens hetzelfde onderzoek komen de meeste bezoekers afkomstig uit de VS naar de stad komen voor zaken, terwijl Chinese en Japanse toeristen vooral het vrijetijdsegment bezetten. De stad heeft verschillende populaire toeristische attracties, zoals de Duomo en Piazza, het Teatro alla Scala, het San Siro-stadion, de Vittorio Emanuele II-galerij, het Sforza-kasteel, de Pinacoteca di Brera en de Via Monte Napoleone. De stad heeft tal van hotels, waaronder het luxueuze Town House Galleria, het eerste zevensterrenhotel ter wereld. Het gemiddelde verblijf voor een toerist in de stad is 3,43 nachten.

### Napels

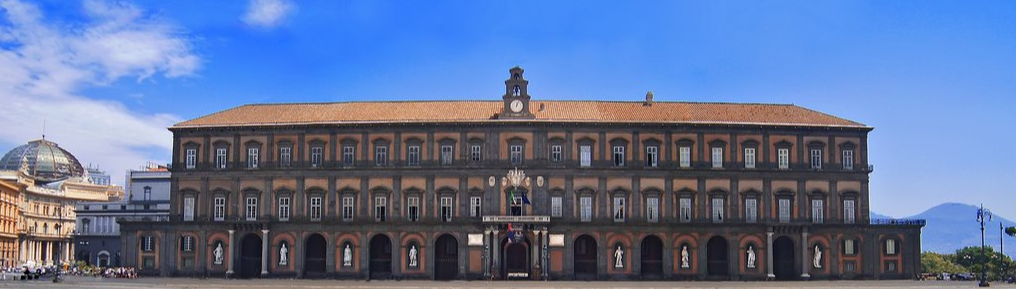
Koninklijk Paleis van Napels in Piazza del Plebiscito.

Napels is een van de oudste steden van de westerse wereld. Het historische stadscentrum is het grootste van Europa en staat op de werelderfgoedlijst van UNESCO. Napels ligt ook in de buurt van de beroemde vulkaan Vesuvius en de ruïnes van de oude Romeinse steden Pompeii en Ercolano. Vóór de Italiaanse eenwording was het de hoofdstad van het Koninkrijk van Twee Sicilië en de belangrijkste en meest bevolkte stad van Italië. Napels staat bekend om zijn keuken, vooral om pizza. In de stad zijn er veel toeristische attracties, zoals het Koninklijk Paleis, de basiliek van Santa Chiara, de Gesù Nuovo (Nieuwe Jezus) kerk, Castel dell'Ovo, het Castel Nuovo, het Castel Sant'Elmo, de Duomo van de stad, de Real Teatro di San Carlo (het oudste continu actieve operahuis ter wereld), het Paleis van Capodimonte, de ondergrondse geothermische tunnels van Napels, de Via Tribunali, de Spaccanapoli- straat, de Gesluierde Christus (een van 's werelds opmerkelijkste sculpturen), de verschillende catacomben rond de stad (bijvoorbeeld de Catacomben van San Gennaro, of de Fontanelle begraafplaats, of de Catacomben van Saint Gaudiosus ), de Umberto I Gallery en de Via Toledo met zijn metro die als een van de mooiste van Europa wordt beschouwd. Napels heeft ook een van de pittoreskste promenades aan het water en charmante locaties op het eiland Gaiola en Marechiaro. In de buurt van Napels zijn er talloze toeristische attracties, zoals de Amalfikust, het eiland Capri, het eiland Ischia, het eiland Procida, de pittoreske stad Sorrento en de stad Salerno.

### Andere steden
- Florence (Firenze) — de stad van de Renaissance. Deze stad staat bekend om zijn architectuur en kunst. Florence is ook de thuisbasis van Michelangelo's beroemde standbeeld van David. De thuisbasis van vele andere bekende kunstmusea.
- Palermo — oude hoofdstad van het koninkrijk Sicilië en van het Heilige Roomse Rijk onder Frederik II. Het staat bekend om zijn geschiedenis, gastronomie en architectuur; het bijzondere van de stad (zoals de rest van het eiland) is dat het een ontmoetingsplaats is van Griekse, Romeinse, Arabische, Normandische en Aragonische culturen.
- Bologna — thuisbasis van de eerste universiteit in de westerse wereld. Deze stad heeft een rijke geschiedenis, cultuur en technologie. Bologna staat bekend om zijn keuken.
- Bari — staat bekend als haven- en universiteitsstad, evenals de stad Sint Nicolaas. Hoofdstad van Apulië en op een na belangrijkste economische centrum van Zuid-Italië na Napels.
- Genua — Zeer welvarende en diverse stad. De haven brengt toerisme en handel, samen met kunst en architectuur. Genua is de geboorteplaats van Columbus en jeans.
- Pisa — een van de middeleeuwse maritieme republieken, het heeft veel middeleeuwse paleizen en pleinen. De thuisbasis van het onmiskenbare beeld van de scheve toren van Pisa. Daarom is het een zeer toeristische stad. Ook beroemd om de universiteit "La Normale".
- Turijn (Torino) — eerste hoofdstad van Italië, na de hoofdstad te zijn geweest van het koninkrijk Sardinië (eigenlijk in het centrum van Piëmont), wat de nationale hereniging had bevorderd. Turijn, de thuisbasis van de FIAT, de belangrijkste industrie in Italië, is een bekende industriestad.
- Venetië (Venezia) — bekend om zijn geschiedenis (de belangrijkste, naast Genua, Amalfi en Pisa, van de middeleeuwse maritieme republieken), kunst en wereldberoemde kanalen. Het is de thuisbasis van het eiland Murano, dat beroemd is om zijn mondgeblazen glas. Het San Marcoplein is de centrale plaats, en is 's zomers zeer druk. Vanwege de toegenomen toerisme hebben de Venetiaanse autoriteiten in november 2016 hun overweging geuit om de stad een toeristenlimiet op te leggen om overbevolking en de achteruitgang van het erfgoed van de stad te voorkomen.[11]